# Шрифт

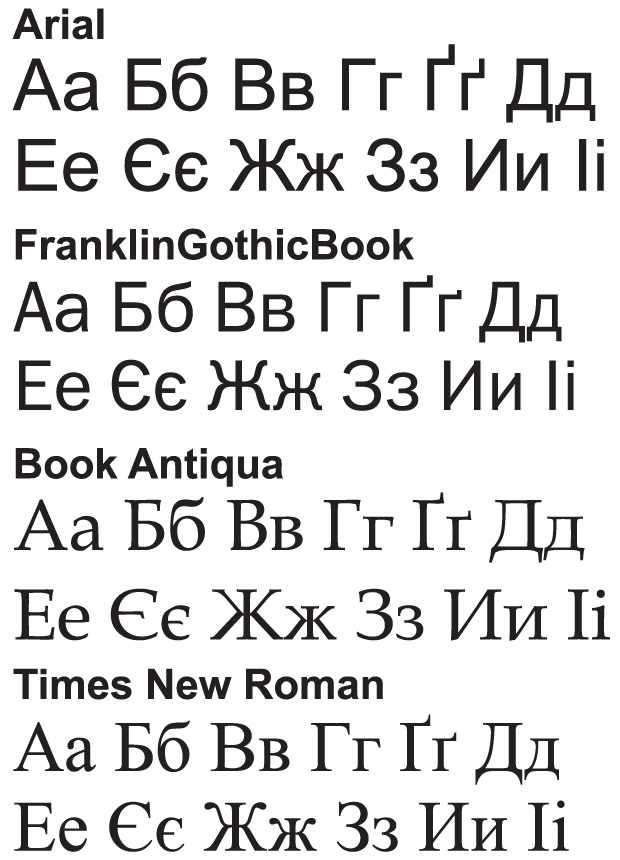
Приклади шрифтів

Шрифт (нім. Schrift, від schreiben — писати), раніше черенки́ — графічний малюнок накреслень літер і знаків, які складають єдину стилістичну та композиційну систему, набір символів визначеного розміру і малюнка. У вузькому друкарському сенсі шрифтом називається комплект друкарських літер, призначених для складання тексту.
Група шрифтів різних видів і кеглів, що мають однакове накреслення, єдиний стиль і оформлення, називається гарнітурою.

## Визначення
Шрифт — це:

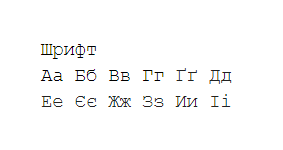
Шрифт схожий на шрифт друкарської машинки (шрифт Courier New)

- Повний комплект друкарських літер певного типу й рисунку, необхідний для набору якого-небудь тексту; сукупність металевих рельєфних літер, цифр, розділових знаків у друкарській машинці.
- Комп'ютерний файл, що містить в собі всі параметри, необхідні для відтворення на екрані чи цифрових друкарських машинах текстів.
- Графічна форма літер при писанні, характер малюнка написаних літер, накреслення букв та знаків, що складають єдину композиційну та стилістичну систему.

Шрифти створюються художниками та граверами згідно з:
- вибраним задумом;
- вимогами єдності стилю та графічної композиції;
- конкретними змістовними та художньо-декоративними задачами.

Шрифти характеризуються:
- гарнітурою: об'єднанням різних за кеглем та нарисом, але однаковим за характером накреслення шрифтів;
- нахилом: прямий (regular), похилий (oblique), курсив (italic);
- насиченістю: контурний, світлий (light), угрублений, напівгрубий (semibold), грубий (bold), надгрубий (black);
- шириною: надвузький, вузький (condensed), нормальний (normal), широкий (extended), надширокий;
- ілюміновкою: оконтурений, відтінений, штриховий, орнаментований, негативний, кольоровий;
- розміром (кеглем) в пунктах (1 пункт = 1/68 дюйма).

Приклад написання букв української абетки креслярським шрифтом

Шрифти деяких розмірів мають свої історичні назви: брильянт — 3 пункти Дідо, діамант (4), перл (5), нонпарель (6), міньйон (7), петит (8), боргес (9), корпус (10), цицеро (12), мітель (14), терція (16), парангон (18), текст (20), подвійний цицеро (24), малий канон (36), канон (42), великий канон (48). Назви виникли задовго до появи сучасних стандартів, тому збіг їхнього розміру зі значенням в пунктах приблизний.
Одним з найдавніших шрифтів є шрифт Баскервіль, який розробив Джон Баскервіль в середині XVIII століття.

## Історія розвитку шрифтів
- Першою письмовою формою передачі думки була піктографія — малюнки на стінах печер і на скелях.
- Вузликове письмо.
- Ідеографія — наступний етап після піктограм.
- Ієрогліфи Стародавнього Єгипту, знаки-символи були попередниками сучасного письма. Трохи пізніше, ієрогліфи використовувалися для передачі початкового звуку назви предмета, явища, події, але повного переходу на фонетичне письмо не відбулося.
- Перша абетка літера-фонетичного письма створили фінікійці. Ця абетка стала першоджерелом більшості абеток світу — грецької, латинської, кириличної та інших.
- Греки вдосконалили фінікійську абетку, ввівши до неї голосні звуки-літери. Знаки літери цієї абетки дуже прості, мають чіткі лінії однієї товщини, і складаються з простих геометричних форм — кола, трикутника, відрізка. Давньогрецька абетка стала першою абеткою в Європі.
- Латинська і кирилична абетки побудовані на єдиній графічній основі і виникли вони з давньогрецьких написів — капіталів.
- Маюскул висікався на кам'яних плитах, колонах, тріумфальних арках. Одним з видів рукописного маюскула було письмо квадрату. Літери такого листа характеризуються плавними потовщеннями і зарубками. Вужчі і декоративні літери — рустика. Ще варіант рукописного римського письма — курсив.
- У VI столітті з'являється новий стиль письма — унціал. Літери цього шрифту характеризувалися виступом кінців за межі верхніх і нижніх ліній ряду. Розвиток даного шрифту є напівунціал. Цей період став перехідним від маюскульного письма до мінускульним.
- У IX столітті поширюється каролінзький мінускул — шрифт, літери якого використовуються і в наш час.
- У XI—XII століттях розвивається готичне письмо. Готичний шрифт має безліч різновидів за характером накреслення: текстура, бастарда, ротунда, декоративний, ломбардські версали, а пізніше фрактура.
- Круглий готичний (швабський) шрифт став перехідною формою до письма епохи Відродження. У цей час зростає увага до всього античного, копії античних текстів переписують шрифтом, що отримав назву «антиква». В цей же час з'являються перші трактати про будову літер на основі квадрата, його діагоналей і вписаного в квадрат кола. Автор трактату Лука Пачолі.
- У трактаті Жоффруа Торі «Квітучий луг», літери побудовані в квадраті, зі сторонами, поділеними на 10 частин.
- Альбрехт Дюрер розробив свій шрифт, літери якого також вписувалися в квадрат.

|  |  |  |

- У XV столітті типографи виготовили нові друковані шрифти. Серед піонерів були Ніколя Жансон, Мануцій Альд і Клод Гарамон. Шрифт Гарамона став основою для безлічі сучасних шрифтів. У ньому гармонійно поєдналися невисока контрастність, плавний перехід від основного штриха до зачіски, округлість і ухил осей в літерах О, С, Ю.

|  |  |  |

Подальший розвиток мистецтво шрифту отримало в другій половині XVIII — початку XIX століть в шрифтах Дідо.

### Слов'янські шрифти
У XVIII столітті поряд з європейськими починають розвиватися й східнослов'янські шрифти, які до цього розвивалися самостійно, мали грецьку основу й називалися кирилиця та глаголиця.
Найдавніші шрифти — устав і напівустав — виконувалися з усією строгістю та чіткістю, за правилом «уставу», від чого й пішли їхні назви. З розвитком писемності з'явився скоропис, який відрізнявся швидким, вільним стилем, з розчерками, петлями, що виходять далеко за межі рядків. Скоропис стає мистецтвом каліграфії в XVII столітті. Ним писалися грамоти та офіційні документи.
Устав, півустав, скоропис, в'язь — це форми рукописного шрифту. У середині XVI століття з'явилися перші книги, виконані типографським шрифтом. Однією з таких книг була «Апостол» Івана Федоровича, видана 1564 року.
Новий книжковий цивільний шрифт з XVIII ст. був чіткий, округлий і раціональний. Він був синтезом традиційних шрифтів з антиквою.

### Сучасні шрифти
На межі XVIII—XIX століть у мистецтві шрифтів відбулися значні зміни — з'явилися нові різноманітні шрифти для різних потреб (книг, газет, плакатів, афіш, реклами). Був розроблений новий шрифт єгипетський, який відрізнявся однаковою товщиною всіх ліній і зарубок. Трохи пізніше з'явився шрифт гротеск (рубаний), лінії літер якого були однакової товщини, але зарубок не мали. Було розроблено ціле сімейство гротескних шрифтів.
XX століття породило нові гротескні і рубані шрифти, які підкреслювали новий стиль в архітектурі та мистецтві — конструктивізм. Серед нових шрифтів користуються популярністю футура Поля Реннера, пеньо Кассандра, ербар-гротеск Якова Ербара та Gill Sans Еріка Гілла.
ХХІ століття: Шрифт Рутенія, створений Василем Чебаником, має виразні риси українськости, ґрунтується на традиціях графіки українського народу.

## Класифікація друкарських шрифтів
Відповідно до ГОСТ 3489.1-71:
- Група рубаних шрифтів — до цієї групи належать шрифти, що не мають зарубок.
- Група шрифтів з ледь помітними зарубками — це гарнітури з дещо потовщеними кінцями вертикальних штрихів.
- Група медієвальних шрифтів — гарнітури з помірною контрастністю штрихів, із зарубками у вигляді плавного потовщення кінців основних штрихів, що наближаються за своєю формою до трикутника, переважно з похилими осями круглих літер.
- Група звичайних шрифтів — гарнітури з контрастними штрихами, з довгими тонкими зарубками, що сполучаються з основними штрихами під прямим кутом, інколи з легким заокругленням, округлі літери з вертикальними осями.
- Група брускових шрифтів — гарнітури з неконтрастними або малоконтрастними штрихами з довгими зарубками, що сполучаються з основними штрихами під прямим кутом або з легким закругленням.
- Група нових малоконтрастних шрифтів — гарнітури, що мають малоконтрастні штрихи з довгими зарубками, переважно з закругленими кінцями, які сполучаються з основними штрихами під прямим кутом або з легким закругленням.
- Група додаткових шрифтів — до цієї групи належать такі шрифти, побудова та характер малюнків яких дуже відрізняється від шрифтів шести основних груп.

## Класифікація шрифтів відповідно до DIN
DIN — це Deutsche Industrie Norm — німецький індустріальний стандарт.
- Венеційська антиква
- Французька антиква
- Перехідна антиква
- Класицистична антиква
- Брускові шрифти
- Гротески (шрифти без зарубок, рубані шрифти)
- Акцидентна антиква
- Рукописні шрифти
- Декоративні шрифти
- Готичні шрифти (текстура, ротунда, швабахер, фрактура)
- Ірландсько-англосаксонське письмо

## Види шрифтів за призначенням

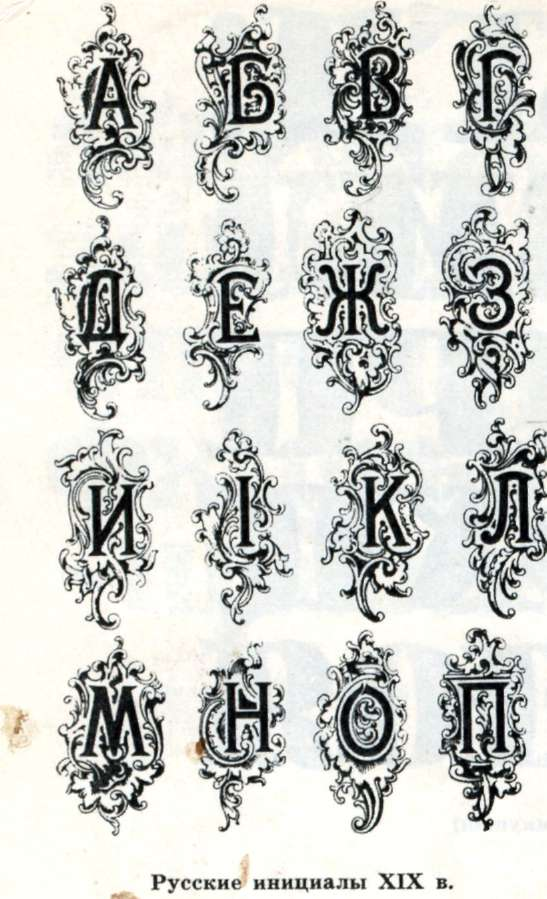
Ініціали XIX ст. в стилі необароко, невідомий з Російської імперії

- Службові шрифти — текстові шрифти мають завжди менший кегль порівняно з основним текстом і світле накреслення. Вони застосовуються для текстівок, підписів авторів, виносок, вихідних відомостей.
- Основні шрифти — мають просте виконання, яке не відволікає від змісту, і призначені для максимально комфортного читання довгих текстів. Текстовими шрифтами можуть бути як гарнітури із зарубками, так і рубані, але ніколи — декоративні, їх розміри коливаються від 8 п. (у довідкових виданнях) до 20 п. (у дитячих виданнях).
- Додаткові шрифти — текстові шрифти мають відрізнятися від основного, але не впадати в око. їх призначення — повідомити другорядну інформацію, доповнити основний текст. Застосовуються такі шрифти для коментарів, приміток, паралельних повідомлень, матеріалів не основної тематики. Читач повинен з першого погляду зрозуміти, що він читає додатковий текст і не переплутати його з основним. Отже, додаткові тексти повинні бути світлими, розміром не більше за основний шрифт, і контрастно виділятися від основного тексту.
- Видільні шрифти — текстові шрифти застосовуються для виділень у тексті або на сторінці. Такі виділення можуть бути ледве помітними — тією ж гарнітурою, але іншим кеглем, накресленням; або ж різко контрастувати малюнком, кольором, розміром. Як правило, способи виділення у виданні чітко обмежені. Акцидентними шрифтами друкують невеликі текстові фрагменти (врізи, текстові виділення, колонтитули, ініціали, приклади) через їх важкість для сприйняття — складний малюнок, щільність.
- Технічні шрифти — текстові шрифти призначені для спілкування людей за допомогою різних пристроїв: екрана комп'ютера, радіотелефона, калькулятора, панелі принтера і т. ін. Наприклад, при проєктуванні шрифту OCR перед А. Фрутігером постало завдання створити моноширинний шрифт таких пропорцій і пластики, щоб літери якнайсильніше відрізнялися одна від одної і щоб промінь, що їх читає, мав якнайменше шансів помилитися. Цією вимогою можна пояснити появу особливої пластики в літерах I J L і j r F M W m W. Технічні шрифти застосовуються в електронних виданнях або як ілюстрація повідомлень різних пристроїв у науковій, технічній чи навчальній літературі[3].

## Панграма
Щоб переглянути відображення гарнітури шрифтів, а також його легкість для читання, зазвичай використовують фразу панграму. Панграма — це фраза, вислів або текст, в якому присутні всі, або майже всі літери абетки.

### Приклади панграм українською
- Чуєш їх, доцю, га? Кумедна ж ти, прощайся без ґольфів! (бракує апострофа).
- Гей, хлопці, не вспію — на ґанку ваша файна їжа знищується бурундучком. (Andriy Rysin at linux.org.ua).
- Жебракують філософи при ґанку церкви в Гадячі, ще й шатро їхнє п'яне знаємо. (Yaroslav Kokhan at linux.org.ua).

В панелі управління ОС Windows українською мовою використовується фраза «Добрі вісті не лежать на місці».
В інших локалізаціях використовуються панграми:
- Съешь ещё этих мягких французских булок, да выпей же чаю (російською).
- The quick brown fox jumps over the lazy dog. (англійською).